# Ladánybene 27

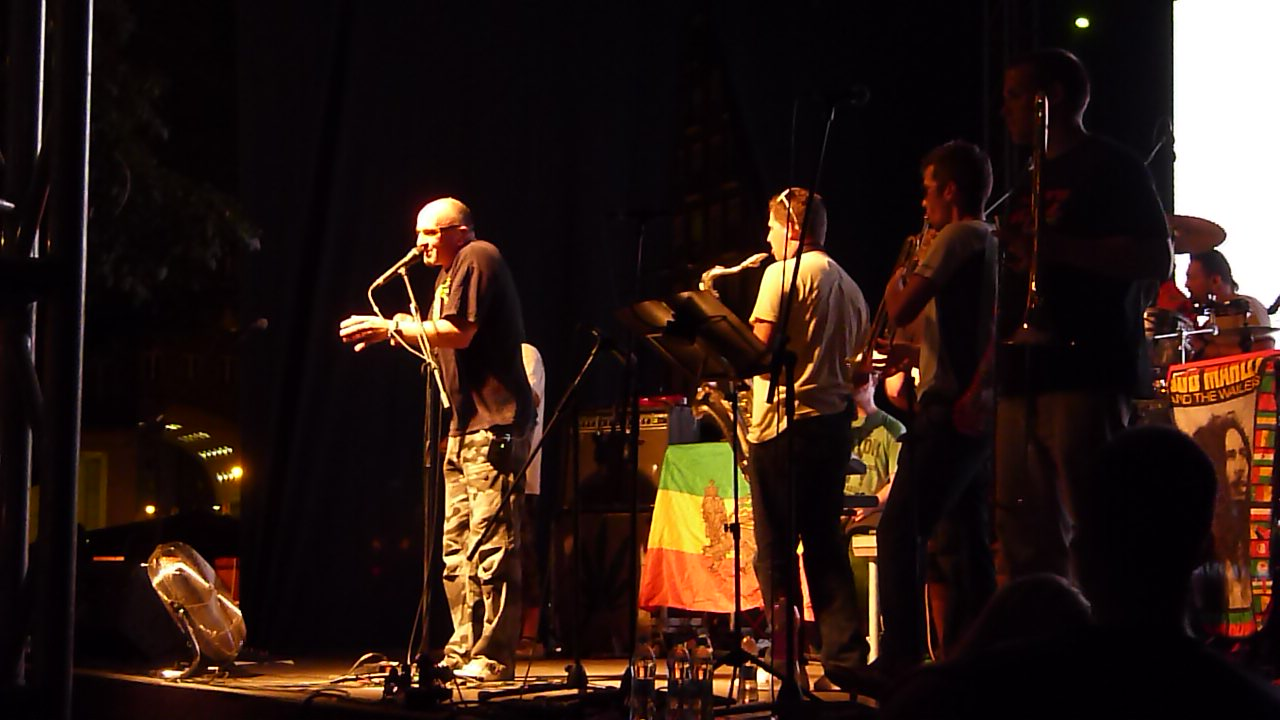
A Ladánybene 27 2011-ben Budapesten, a Belvárosban

A Ladánybene 27 (nemzetközileg LB 27) az első közismert reggae-zenekar Magyarországon. Ők készítették el Magyarországon az első reggae-albumot (1991), az első dub albumot (2002), valamint az első riddim albumot (2007). Elidegeníthetetlen érdemük van a reggae-zene magyarországi meghonosításában és megismertetésében. A One Drop Promotions Labellel közösen évente megrendezett fesztiváljuk, az LB27 Reggae Camp a hazai reggae-élet legfontosabb eseménye.

## A zenekar története

### Kezdetek
Az 1985-ös megalakulásuk után történetük 1988-ban fordult komolyra, mikor az angyalföldi haverokból álló zenekar megnyert egy országos tehetségkutató versenyt.
 A siker lendületével szorgos munkába fogtak, így rövid idő alatt helyi szinten ismertté váltak akkori ska stílusú számaikkal. Több demófelvétel készítése és rengeteg koncert után 1990-ben már színvonalas produkcióval érték el következő sikerüket; megnyerték az akkori legnagyobb, országos tehetségkutató versenyt, melynek fődíja egy lemezszerződés volt a PolyGrammal.

### Az első lemezek
Közben a zenei stílusuk is változott; ahogy értek, kezdtek összecsiszolódni, lelassulni, egyre több reggae-szám került a koncertprogramjukba. Ennek megfelelően az 1991-ben megjelent bemutatkozó albumukon a ska mellett már nagy hangsúlyt fektettek – mint a lemez címe is mutatja – a ”Reggae”-re. Az album hatalmas szakmai és közönségsikert aratott.
Elnyerte a Magyar Rádió ”eMeRTon” díját mint az 1991-es év kiemelkedő jelentőségű zenekara, a ”Rastafari" című dal pedig hetekig vezette a magyar és a környező országok sikerlistáit. A siker meglepő volt mivel a reggae-nek eddig semmilyen hagyománya sem volt Magyarországon, egy-egy számtól eltekintve soha senki nem készített reggae-felvételeket, pláne nem egy teljes albumot.
A zenekar célja a mai napig is nemcsak a saját népszerűségének növelése, hanem a reggae megismertetése és megszerettetése is. Természetesen turnézás következett, főleg itthon és már néha-néha a környező országokban is.
1992 nyarán megrendezték az első – a mai napig tartó hagyományt teremtő – ”LB 27 Nemzetközi Reggae Tábor”–t.
Közben készült a második album is, melyet 1993-ban adtak ki egyszerűen ”II.” címmel. Ez az anyag a digitális technika jegyében készült, az akkori legmodernebb magyar stúdióban.
 Az album legnagyobb slágere, a ”Szedegetem” c. dal, mellyel beneveztek az 1993-as Pop-Rock Fesztiválra, ahol a döntőig jutottak. Ez a siker végleg beírta a zenekar nevét a magyar showbiznisz történetébe, mint az első és egyetlen, tehát ”A Magyar Reggae Band”. Talán ennek is köszönhetően ők léptek fel Carlos Santana előtt a ’93-as budapesti, Kisstadionban megrendezett koncertjén.
A következő egy koncertlemez volt 1994-ből, melyet egy jótékonysági koncertjükön rögzítettek ”Live” címmel. Bár a kiadójuk nem rajongott a koncertlemez ötletéért, a zenekar ragaszkodott hozzá, mivel rögzíteni szerették volna azt a hangulatot, ami minden bulijukra jellemző.
A lemez érdekessége, hogy számos addig kiadatlan felvételt is tartalmazott a gyűjtők nagy-nagy örömére.

### A jamaikai utazás
1995 nagyon fontos év a zenekar történetében; itt az első jamaicai utazás, és megszületett egy újabb hatalmas slágert tartalmazó album, melynek címadó dala: ”Van még a világon”.
 1995 januárját Jamaicában töltötte a zenekar, ahol videóklipet és útifilmet forgattak. A kint látottak és főleg hallottak nagy hatással voltak rájuk, szinte egy új időszámítás kezdődött a zenekar életében.
 Hazatérésük után, a Jamaicában forgatott videóklippel óriási sikerrel promotálták új albumukat. A ”Van még a világon” c. dal felkerült több hazai és külföldi válogatásalbumra, és számos ország rádiói játszották Olaszországtól Jamaikáig.
 Természetesen turnék itthon és a környező országokban egyaránt voltak, toplistás helyezések Közép-Európa-szerte, meghívások európai fesztiválokra. Ekkor léptek fel először a Sziget Fesztiválon. Talán a jamaikai élmények hatására 1996-ban két albumot is kiadtak: az év elején egy emlékalbumot – az „ősi” magyar kiadónál, a Hungarotonnál – ”Bob Marley emlékére” címmel, melyen kizárólag Marley-dalok hallhatók.
 A lemezbemutató koncertet május 11-én tartották több ezer néző előtt, szinte percre pontosan a Mester halálának 15. évfordulóján. Az albumról a ”One Love” c. dal lett a legsikeresebb. Az év végén kiadtak egy saját szerzeményekből álló albumot is – az EMI-nál – ”Pozitív” címmel.
 Ezen a kompozíciók és a hangzás is a 80-as évek roots reggae stílusát idézte. A ”Még csak álom” c. dal rasztatémájú szövege keltett nagy érdeklődést, melyet felerősített a hozzá készített megrázó erejű videóklip is.
Az album második videóklipjét a ”Fuss” című ska-dalra egy – a Nemzetközi Videóklip-fesztiválon induló – kanadai stáb készítette el.
 Ebben az évben ellátogatott Európába a ”Malibu Reggae Mix” névre keresztelt Bob Marley-emlékturné, melynek budapesti koncertjén olyan nevekkel léptek egy színpadra, mint a The Mighty Diamonds, Chaka Demus & Pliers, Pato Banton, The Wailers.
 Még ebben az évben újra Santana előtt játszottak a pesti koncertjén, ahol Carlos a hallottak alapján közös zenélésre invitálta a zenekart, így együtt játszották el az ”Exodus” című számot.

### Kell egy ház
Új albummal 1998-ban jelentkeztek, melynek címadó dala (egy régi Natural Ites sláger feldolgozása) a ”Kell egy ház”. Erre a roots reggae dalra forgattak klipet, mellyel ismét a listák élén tanyáztak.
 Számos nemzetközi és hazai válogatásra felkerült a dal, az egész ország ”kellegyházazott”. Az album felvételei során találkoztak egy remek zenész, hangmérnök, hangszerelő arccal, Deseö „dBalage” Balázzsal, akivel elkészítették a címadó dal dub verzióját is, ezzel egy új fejezetet nyitva a zenekar történetében.
 Nyáron felléptek többek között az olasz Rototom Sunsplash Reggae Festen is, ahol felfigyelt rájuk a jamaicai Sunsplash fesztivál főszervezője, Mr Rae Barrett, aki azonnal meghívta a zenekart a ’99-es splash-re.
Így 1999-ben újra Jamaicában indult az év, ahol február 6-án közösen játszottak a Wailers-szel az Ocho Rios-i Bob Marley emlékkoncerten, majd esténként pedig együtt jammeltek jamaicai zenészekkel (így futottak össze a fantasztikus Ninjamannal is).
 Még ebben az évben, a ”Kell egy ház” sikerét kihasználva a PolyGram megjelentette az első négy lemezből készült válogatásalbumukat ”Best of LB 27 (1991-1995)” címmel.

### Reggaekirakat
2000-ben elkezdték a legújabb album stúdió munkáit, melyek több mint egy évig folytak dBalage ”DSM” stúdiójában.
 Az eredmény a 2001-ben megjelent ”Reggaekirakat” című album. Mint a cím is mutatja a lemez sokszínű, (a reggae számos irányzata megtalálható rajta) mai modern hangzású, alternatív mixekkel és remixekkel.
 Az első videóklip a ”Kell, hogy szállj!” c. dalból készült, mely szerzemény felkerült több nemzetközi és hazai válogatás albumra is. Nyáron turné és meghívások újabb reggae-fesztiválokra (pl. Szlovénia - Soca Riversplash).
Év végén megjelentették az első magyar dub albumot ”Links to Babylon” címmel, melyet a DUB4U projectben, élőben is játszanak.
 2002-ben létrehozták az LB Reggae Sound System-et, mellyel országszerte népszerűsítik a műfajt ott is ahol nincs lehetőség a koncertezésre. És ez nincs másképp azóta sem…

### Babylon Cirkusz
2005 nyarán jelentették meg "Az élet más..." című remixlemezüket, melyen az eredeti verzió mellett egy videóklip, egy koncert verzió és a remixverseny győztes darabjai is a tracklistára kerültek.
2005. augusztus 3-án a zenekaruk megalakulásának 20. évfordulóját ünnepelték. Ezen évforduló tiszteletére tartott ünnepléssorozat kipihenése után, 2007 tavaszán jelentettek meg egy újabb "mérföldkövet": az első magyar riddim albumot, a "Judge Day"-t. A gyönyörű megjelenésű CD mellett – 16 évvel az első lemez után – újra bakelit formátumban is.
De nincs megállás: a 2007-es Reggae Camp (07.25-29. Százhalombatta) Yellowmant is felvonultató, sikeres megrendezése után megjelent a zenekar első 20 évét feldolgozó DVD-sorozat nyitódarabja rengeteg archív fotóval, videóval, majdnem az összes videóklippel, útifilmekkel és eddig kiadatlan felvételekkel. Ezt követte 2009-ben novemberében a következő album: "Babylon Cirkusz".
2009-ben megjelent egy újabb riddim album, "Color Dem" címmel. Az előző albumhoz képest több előadót is felkértek szereplésre, többek közt a svájci Junior Tshakát, Copy Cont, Gregory G.Rast, MC Kemont, Lord Panamót, MC Columbót és a 80-as évek jamaikai dancehall csillagát, King Yellowmant is. A zenekar 2010-ben ünnepelte negyedévszázados fennállását, de bejelentették, hogy Lewy Brandy kilép a zenekarból. Lewy Brandy 18 évet szerepelt az együttessel. 2010 márciusától Kálmán András (Kálmi) áll a billentyűk mögött.

## Tagok
- Bodnár Tibor
- Bokó Zoltán
- Fűri Lumbi Tomi
- Hertelendi Rasta István
- László M. Miksa
- Hertelendi Anna

LB27 Brass:
- Péter Zoltán
- Ördög Krisztián
- Bolla Gábor

Korábbi tagok:
- Árokszállási RasTamás
- Hurguly Attila
- Lewy Brandy
- Tóth Gábor "Tádé"
- Krecsmáry Zsolt

Akik nélkül nem lenne jó:
- Mizsák "Pepe" Péter
- Maczkó "Pamut" Rob-I

## Albumok
- „Reggae” – 1991 PolyGram
- „II.” – 1993 PolyGram
- „Live” – 1994 PolyGram
- „Van még a világon” – 1995 PolyGram
- „Bob Marley emlékére” – 1996 Hungaroton Gong
- „Pozitív” – 1996 EMI-Quint
- „Mit akarsz ma?” kislemez – 1997 EMI-Quint
- „Kell egy ház” kislemez – 1998 EMI-Quint
- „Kell egy ház” – 1998 EMI-Quint
- „The Best of LB 27 1991-1995” – 1998 Polygram
- „Kell, hogy szállj” kislemez – 2001 CrossRoads
- „Reggaekirakat” – 2001 CrossRoads
- „Links To Babylon” (DUB) – 2002 CrossRoads
- „Az élet más…” kislemez – 2005 LB27
- „Amikor én még kissrác voltam – Tisztelgés az Illés zenekar előtt” – 2005
- „Skaland” – 2005
- „Judgeday” riddim album (cd, bakelit) – 2007 LB27
- „20 év reggae” DVD – 2007 CrossRoads
- „Babylon Cirkusz” – 2007 november közepe LB
- „Judah Riddim” – 2009
- "Color Dem" – 2010
- "We Are One" EP – 2012
- "Offenzíva" – 2013
- „Szavak – Színek – Hangok” – 2020